# Funktionell grupp
En funktionell grupp är i kemin en sammanhängande grupp av atomer som tillsammans utgör en (oftast mindre) del av en molekyl och som på ett avgörande sätt påverkar molekylens egenskaper. Genom att byta ut väteatomer i kolväten mot olika funktionella grupper bildas en mycket stor mängd klasser av ämnen. Exempelvis ger den funktionella gruppen -OH kopplat till en kolvätekedja, en alkohol. Karboxylgruppen -COOH ger en karboxylsyra, och så vidare.

## Funktionella grupper till kolväten
| Ämnesklass   | Funktionell grupp    | Namn på funktionell grupp | Grafisk formel | Exempel                     |
| ------------ | -------------------- | ------------------------- | -------------- | --------------------------- |
| Alkohol      | R-OH                 | Hydroxylgrupp             |                | metanol, etanol, kolesterol |
| Aldehyd      | R-CHO                | Aldehydgrupp              |                | acetaldehyd                 |
| Keton        | R1-(CO)-R2           | Ketongrupp                |                | aceton                      |
| Fosfat       | R- O - PO32-         | Fosfatgrupp               |                | ATP                         |
| Alkyn        | -Trippelbindning R≡R | Alkynylgrupp              |                | acetylen                    |
| Alken        | -Dubbelbindning R=R  | Alkenylgrupp              |                | eten                        |
| Karboxylsyra | R-COOH               | Karboxylgrupp             |                | etansyra (ättiksyra)        |
| Amin         | -NH2                 | Primär aminogrupp         |                | metylamin                   |
| Amid         |                      | Amidgrupp                 |                |                             |
| Syraklorid   | R-COCl               | Klorformylgrupp           |                | acetylklorid, oxalylklorid  |
| Estrar       | R-COO-R              | Esterbindning             |                | etylpropanoat               |
| Etrar        | R-O-R                | Eterbindning              |                | dietyleter                  |
| Tioler       | R-SH                 | Sulfhydrylgrupp           |                | metylmerkaptan              |

Kombinationen av namnet på de funktionella grupperna med namnet på alkenen den sitter på ger en kraftfull systematisk nomenklatur för att namnge organiska ämnen.
Atomerna som inte är väte är alltid associerade till varandra och till resten av molekylen med kovalenta bindningar. Vätet i till exempel karboxylgruppen binds genom jonbindningar och kan komma att disassociera vilket sänker pH.
Den första kolatomen som fäster till den funktionella gruppen kallas för alfa-kolet.